# Brome mou
Bromus hordeaceus
Pour les articles homonymes, voir Brome (homonymie).
Espèce
Classification phylogénétique
Le Brome mou (Bromus hordeaceus, syn. : Bromus mollis) est une plante herbacée annuelle de la famille des Poacées, sous-famille des Pooideae, tribu des Bromeae.
C’est une plante haute de 20 à 80 cm, avec des feuilles d’un gris terne, velue sur les deux faces. L’inflorescence peut mesurer jusqu’à 10 cm de long.  
Elle est assez commune, on la rencontre au bord des chemins, dans les friches, les champs et les prairies. Elle se rencontre aussi dans les parcs des villes. C'est une plante rudérale et une mauvaise herbe, parfois considérée comme une plante fourragère médiocre.

## Nomenclature et étymologie
L’espèce a été décrite et nommée Bromus hordeaceus  par Linné en 1753 dans Species Plantarum 1: 77.

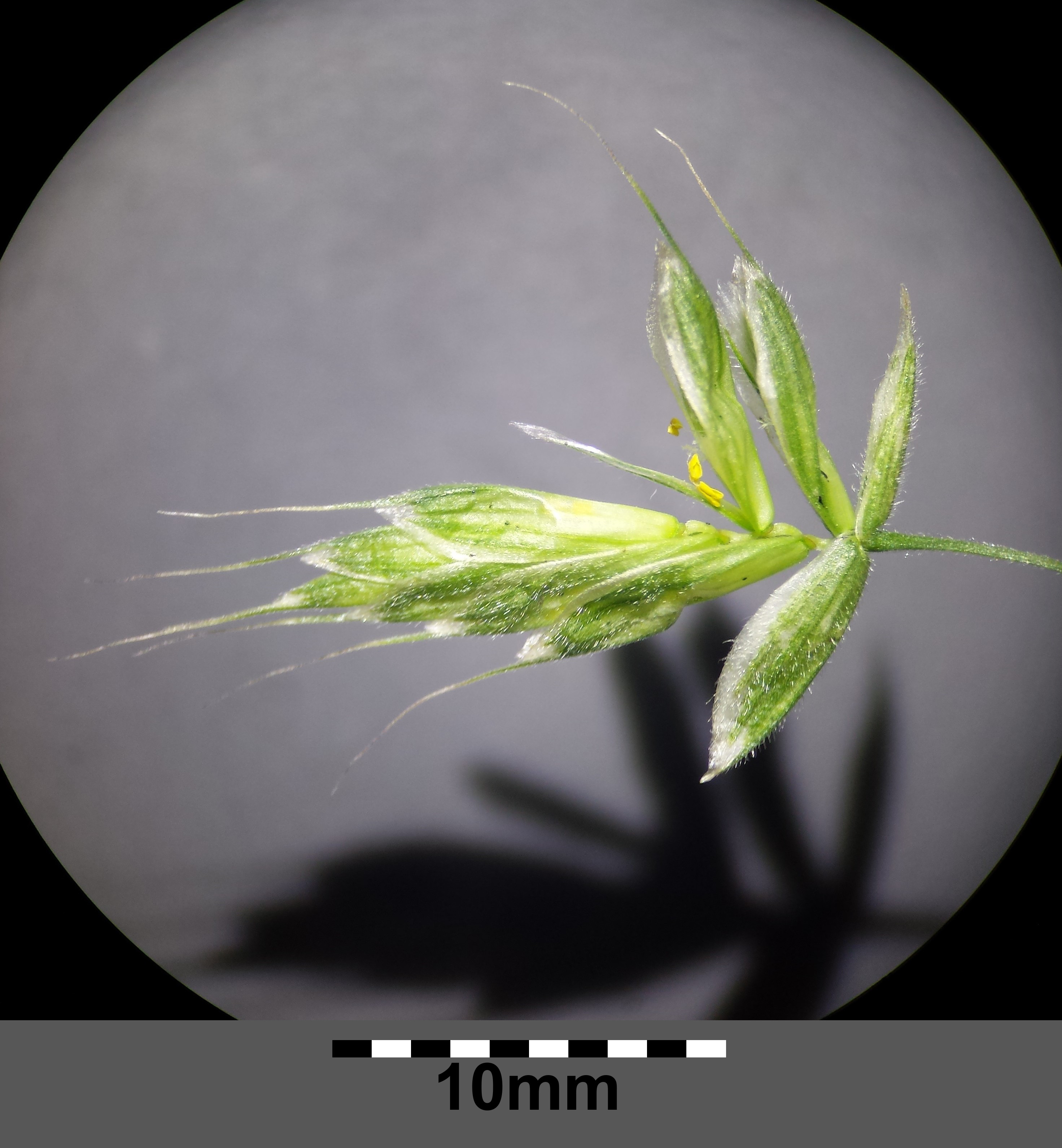
Épillet de brome mou

Le nom de genre Bromus est un mot latin emprunté au grec βρόμος, attesté dans Théophraste et dans Dioscoride MM, 2, 94 où il désigne l’avoine cultivée (Avena sativa). En latin, Pline HN, 22, 161, cite le bromos en reprenant la comparaison utilisée par Dioscoride : « il a suspendu à son sommet comme de toutes petites sauterelles » référence aux longues arêtes coudées des épillets semblables aux pattes d’une sauterelles.
L’épithète spécifique hordeaceus est un adjectif latin dérivé du phytonyme latin hordeum « orge »  et du suffixe -aceus « ressemblant à » soit « brome ressemblant à l’orge ».

## Synonymes
Selon POWO, les espèces synonymes de Bromus hordeaceus (seul nom valide) sont :
- Bromus mollis subsp. hordeaceus (L.) Nyman
- Serrafalcus hordeaceus (L.) Godr. & Gren.
- Serrafalcus mollis subsp. hordeaceus (L.) Husn.

## Description
Bromus hordeaceus est une herbe annuelle à tige solitaire, dressée, de 20 à 80 cm de haut, ou poussant en touffe.  
Les feuilles molles gris vert, atteignant 5 mm de large, aux faces inférieures et supérieures velues, à bords ciliés, à 3 nervures, la médiane étant la plus apparente. La gaine est soudée sur les 2/3 de sa longueur.
Elle présente des inflorescences en panicules dressées, atteignant 10–12 cm, vertes, ovoïdes, contractées surtout après la floraison, à rameaux verticillés courts. Chaque panicule est composée d'épillets de 1,5 à 2,5 cm (arêtes non comprises), ovoïdes, pubescents, d’un vert pâle, glabres et luisants, comptant de 6 à 12 fleurs fertiles de 1 cm de long, la glumelle inférieure à arête droite l’égalant presque. Les glumes sont persistants.
La semence est généralement dispersée avec 1 fleur entourée des glumelles. Présence d'une baguette à la base de la glumelle inférieure (lemme).
Les fleurs vertes apparaissent du printemps à l'été (entre mai et juillet).

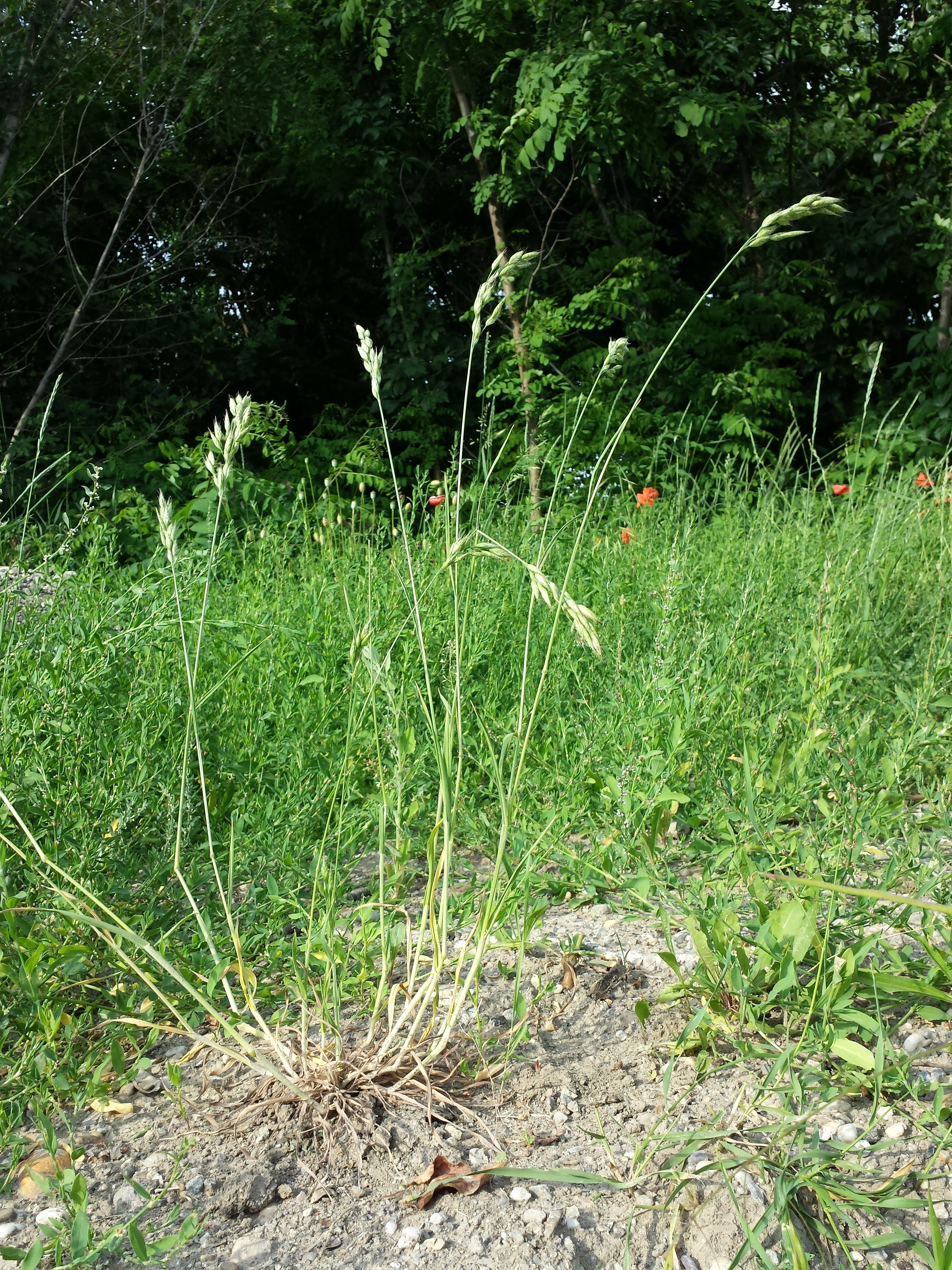
Touffe
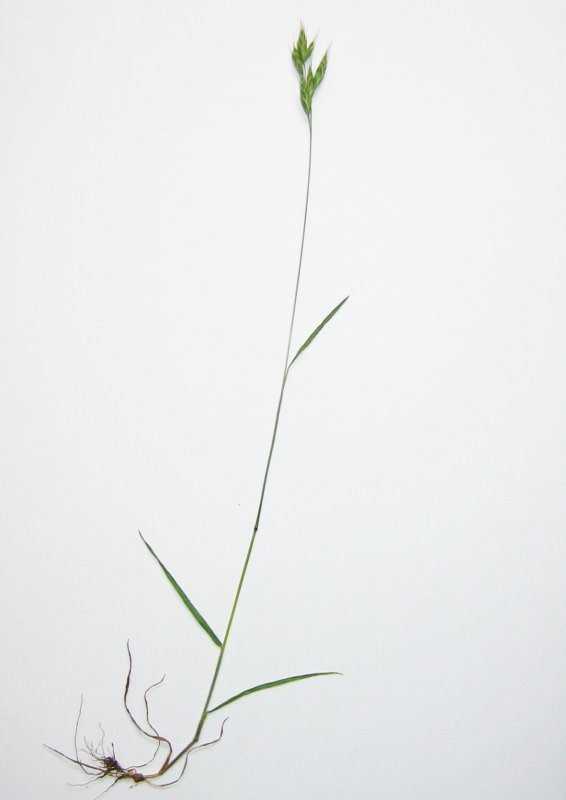
Tige solitaire
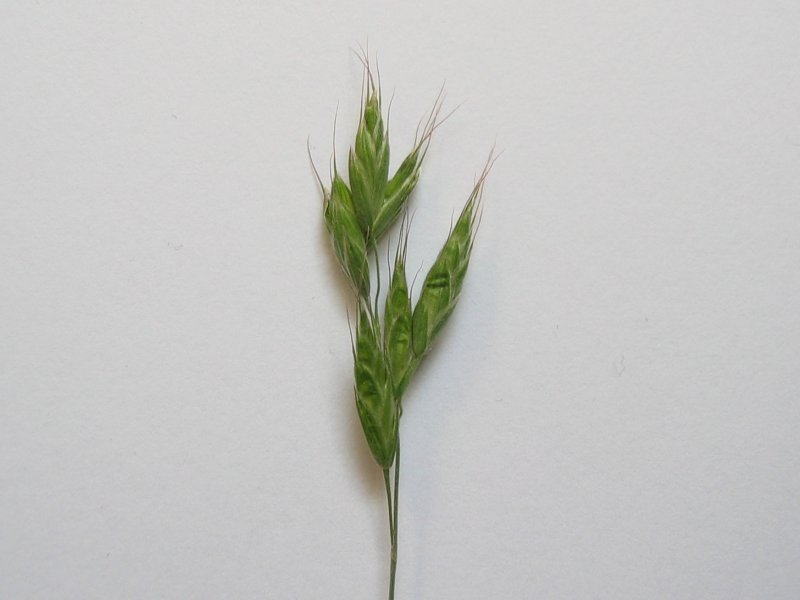
Inflorescence
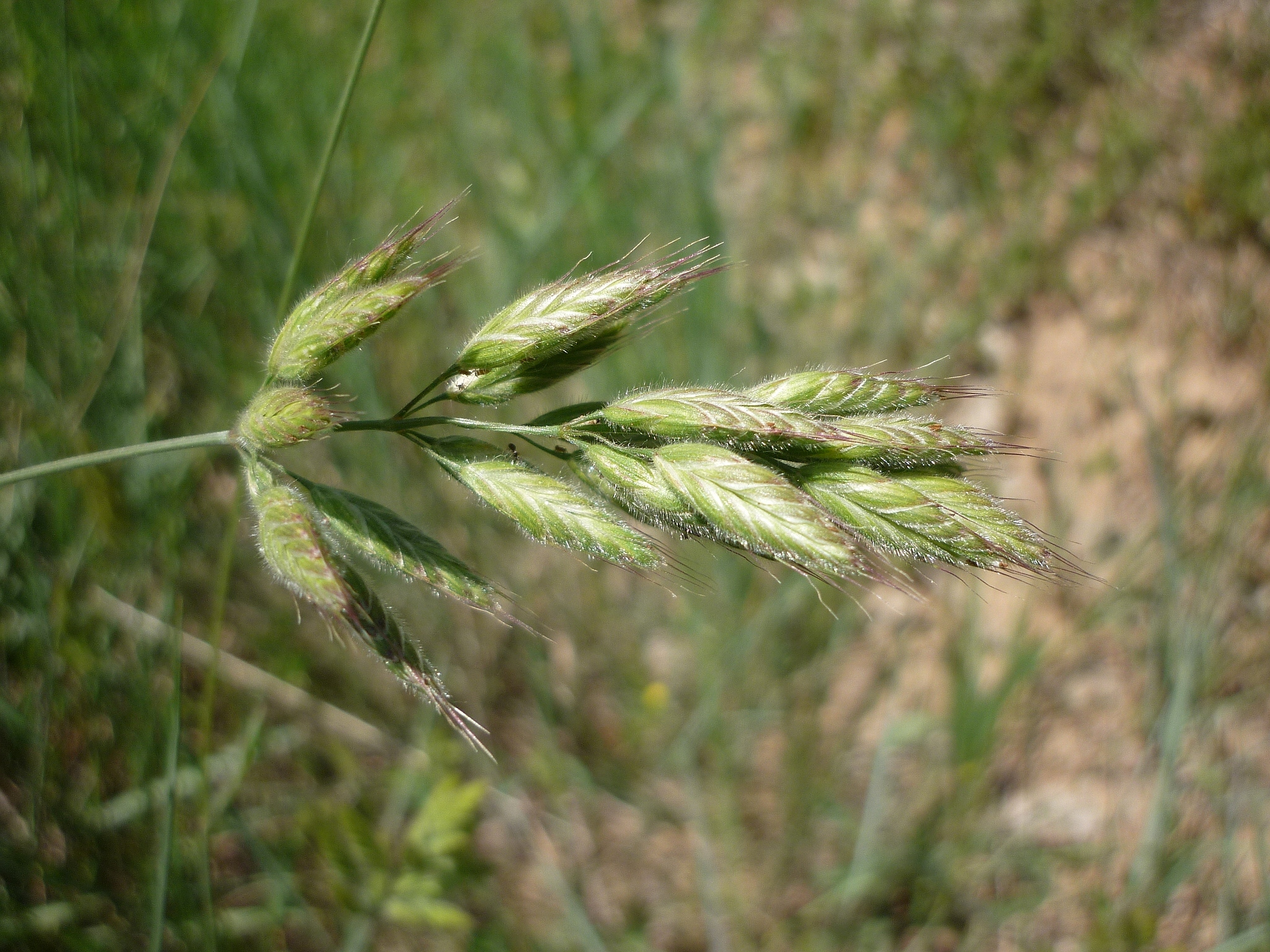
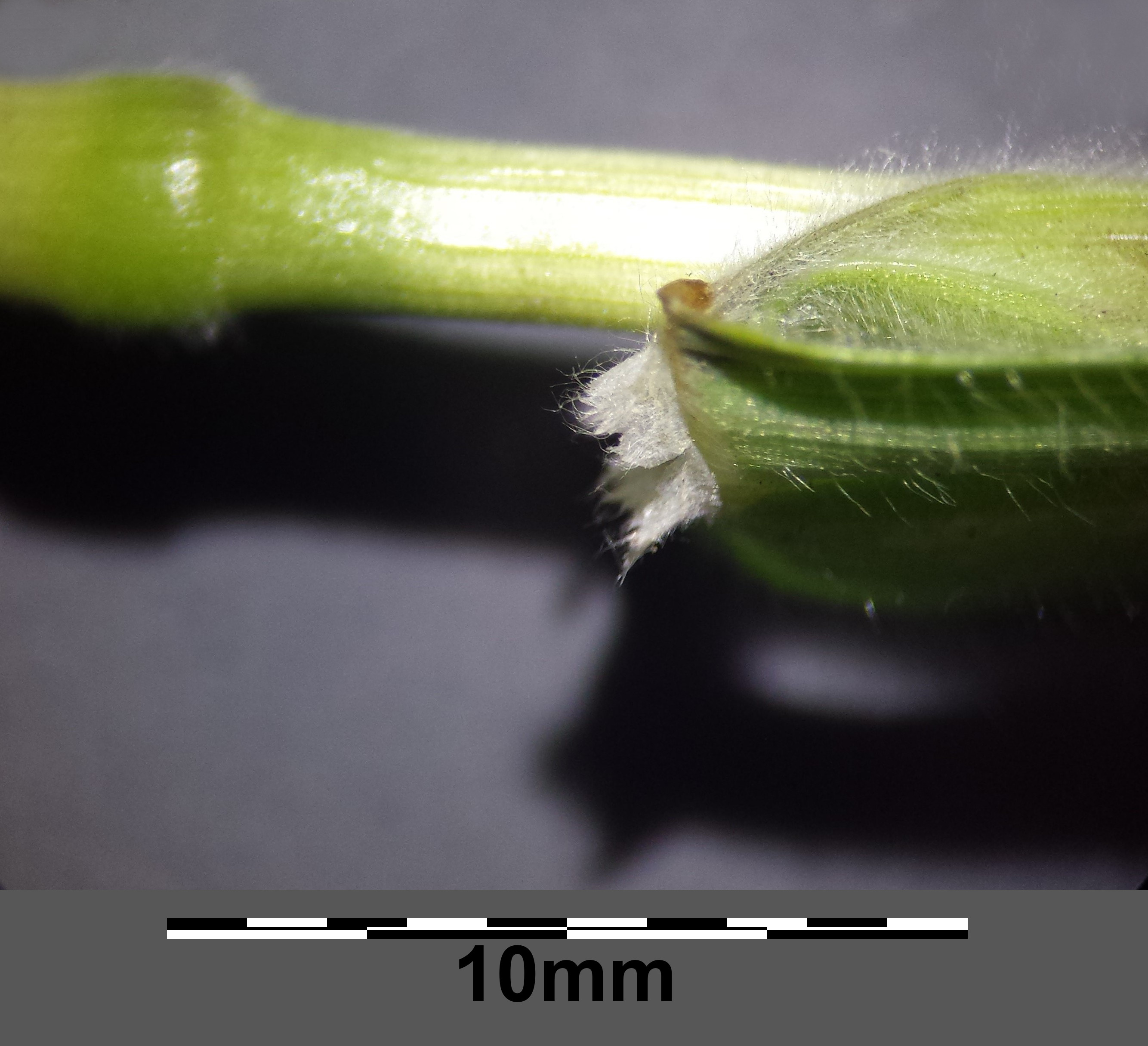
La ligule est poilue et frangée

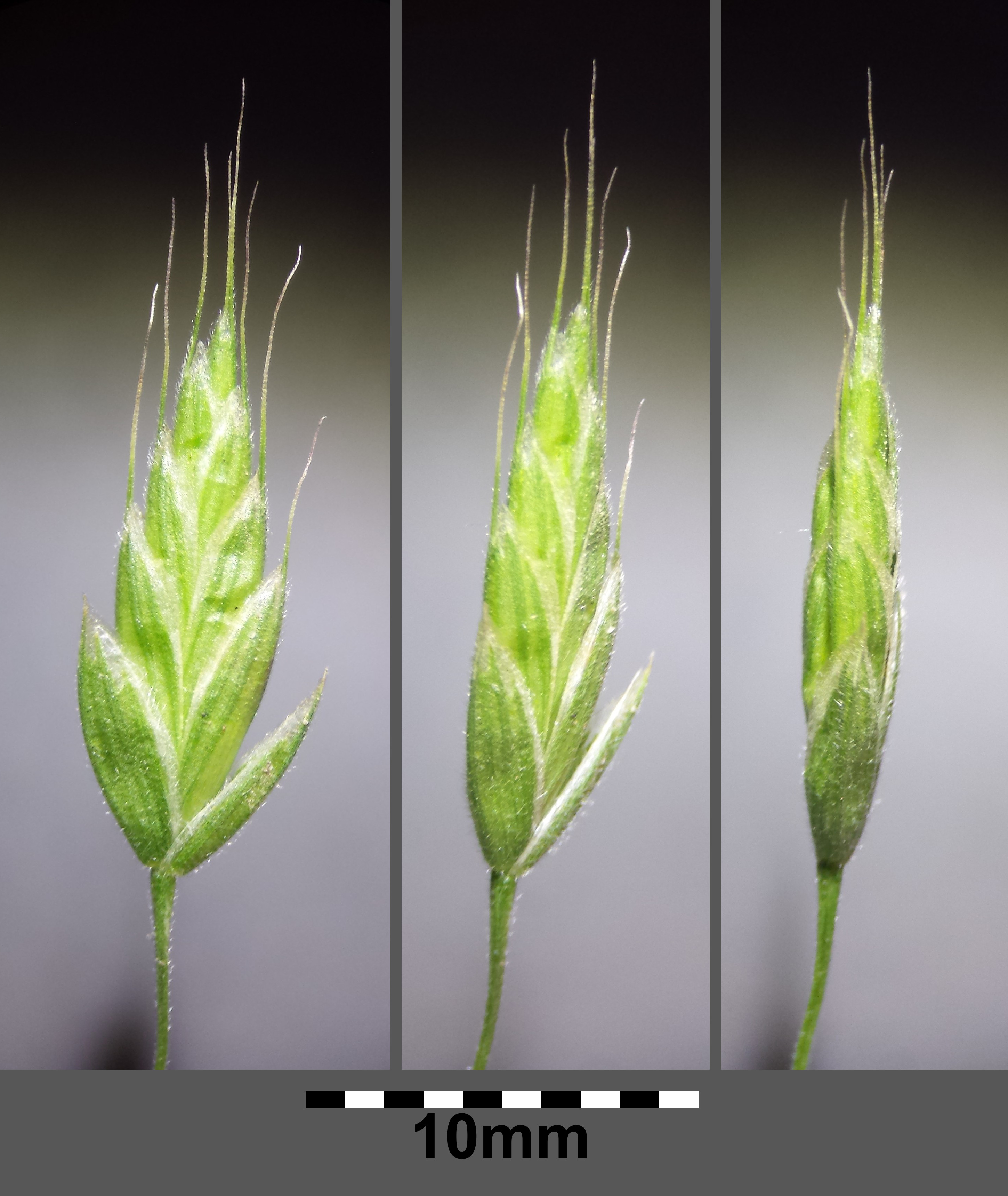
Épillet
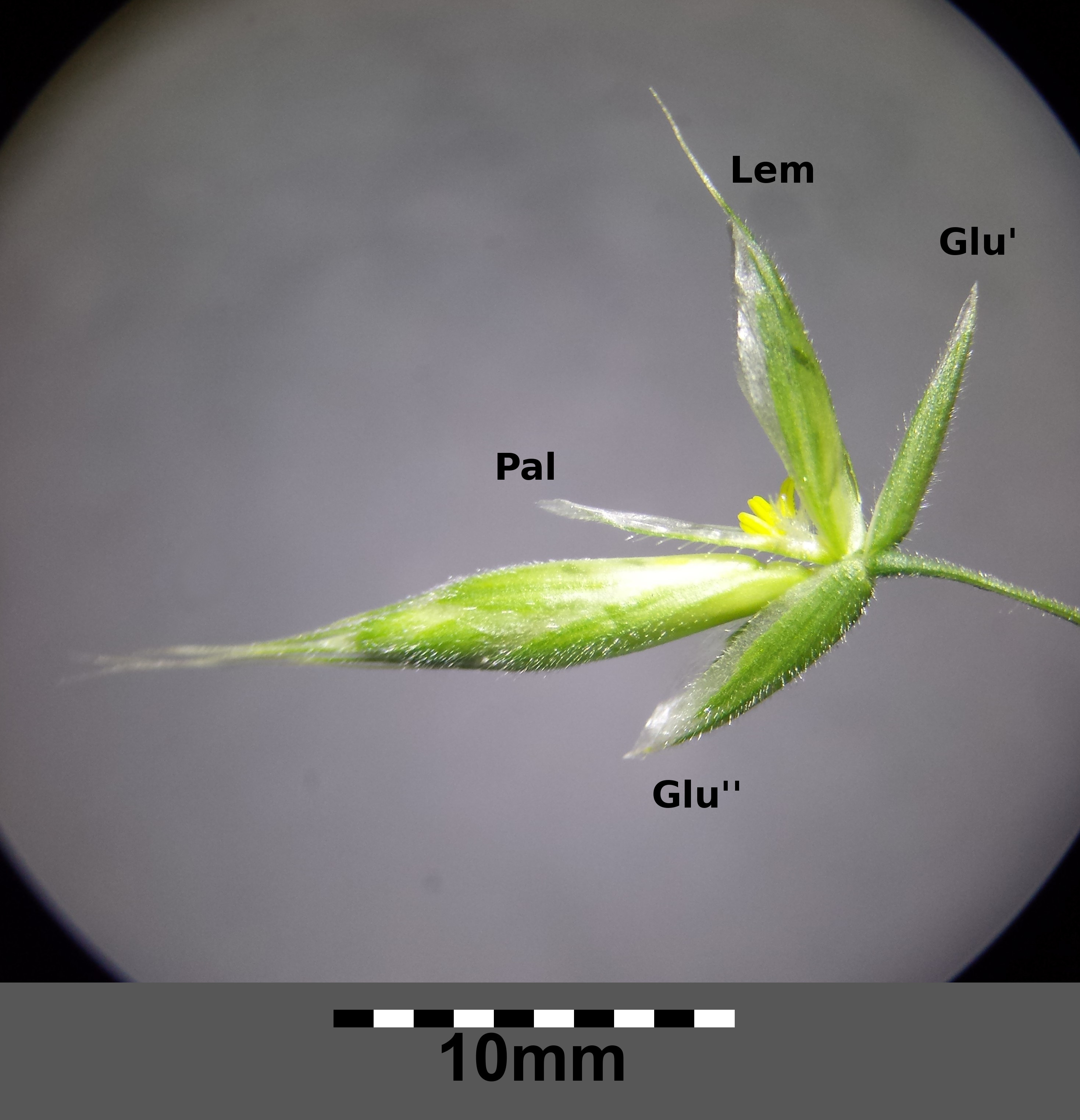
Épillet, à glumes (Glu) inf. et sup. déployés, (Lem) lemme, (Pal) palea
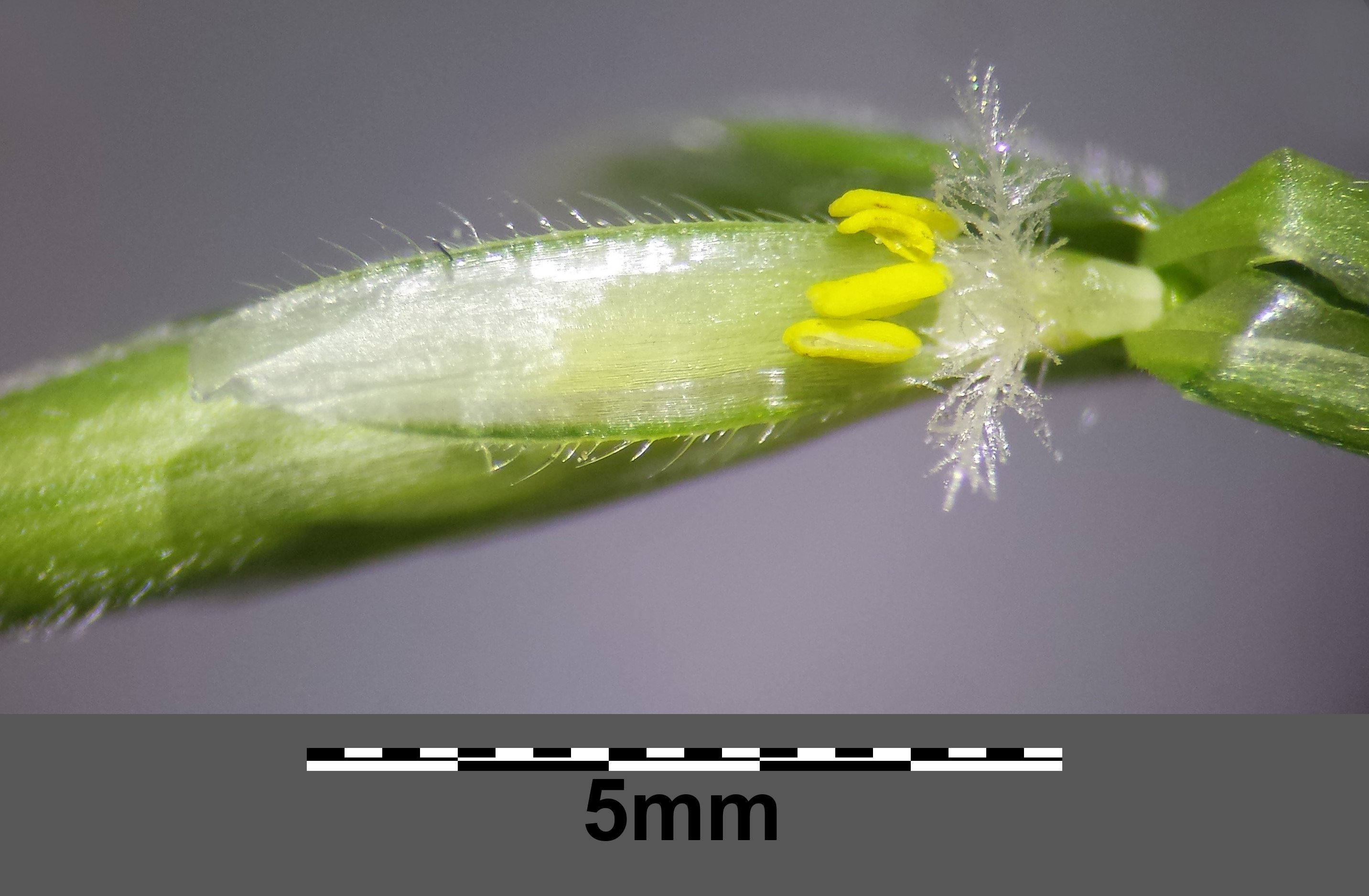
Fleur avec étamines et style (à gauche palea frangée)
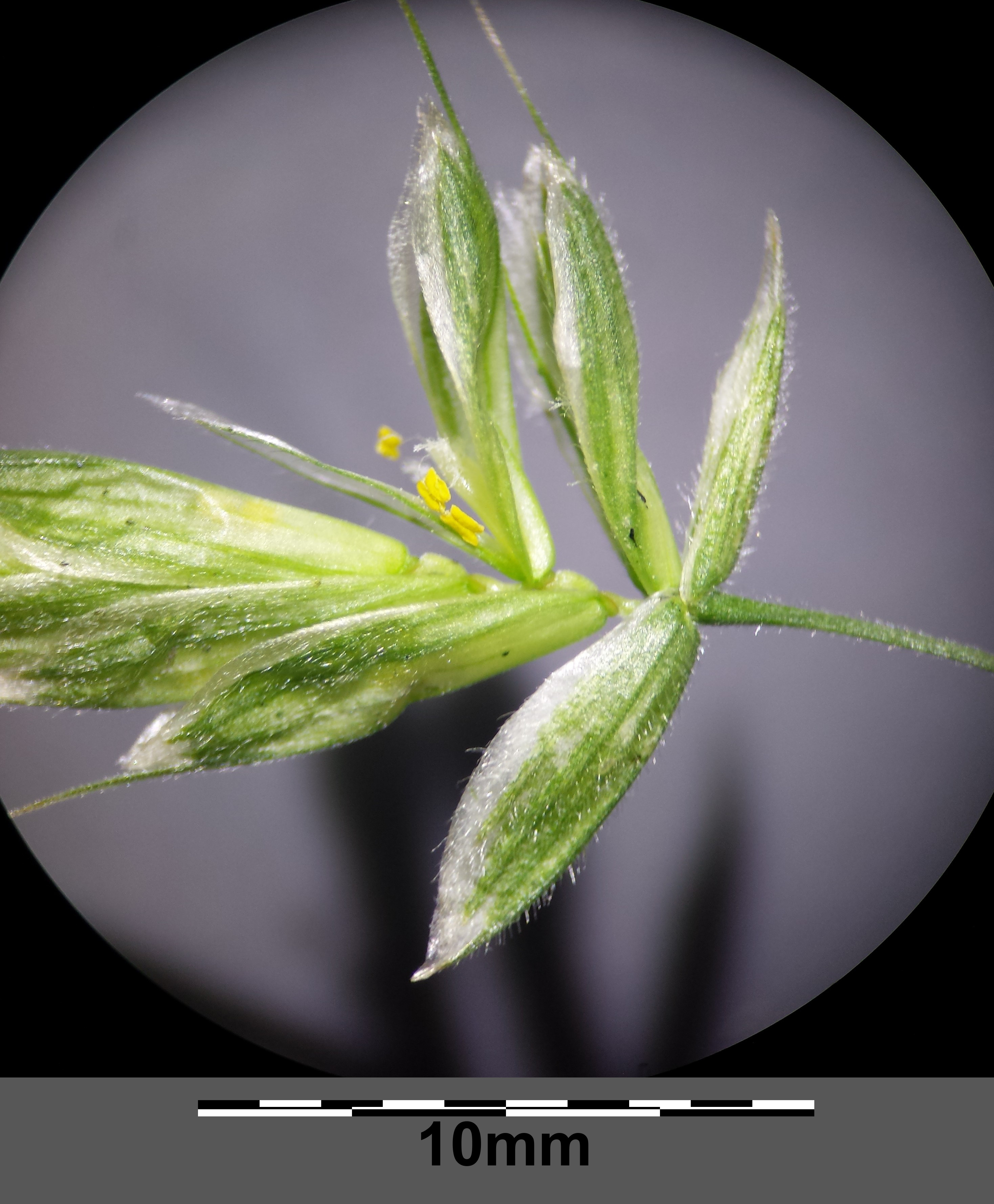
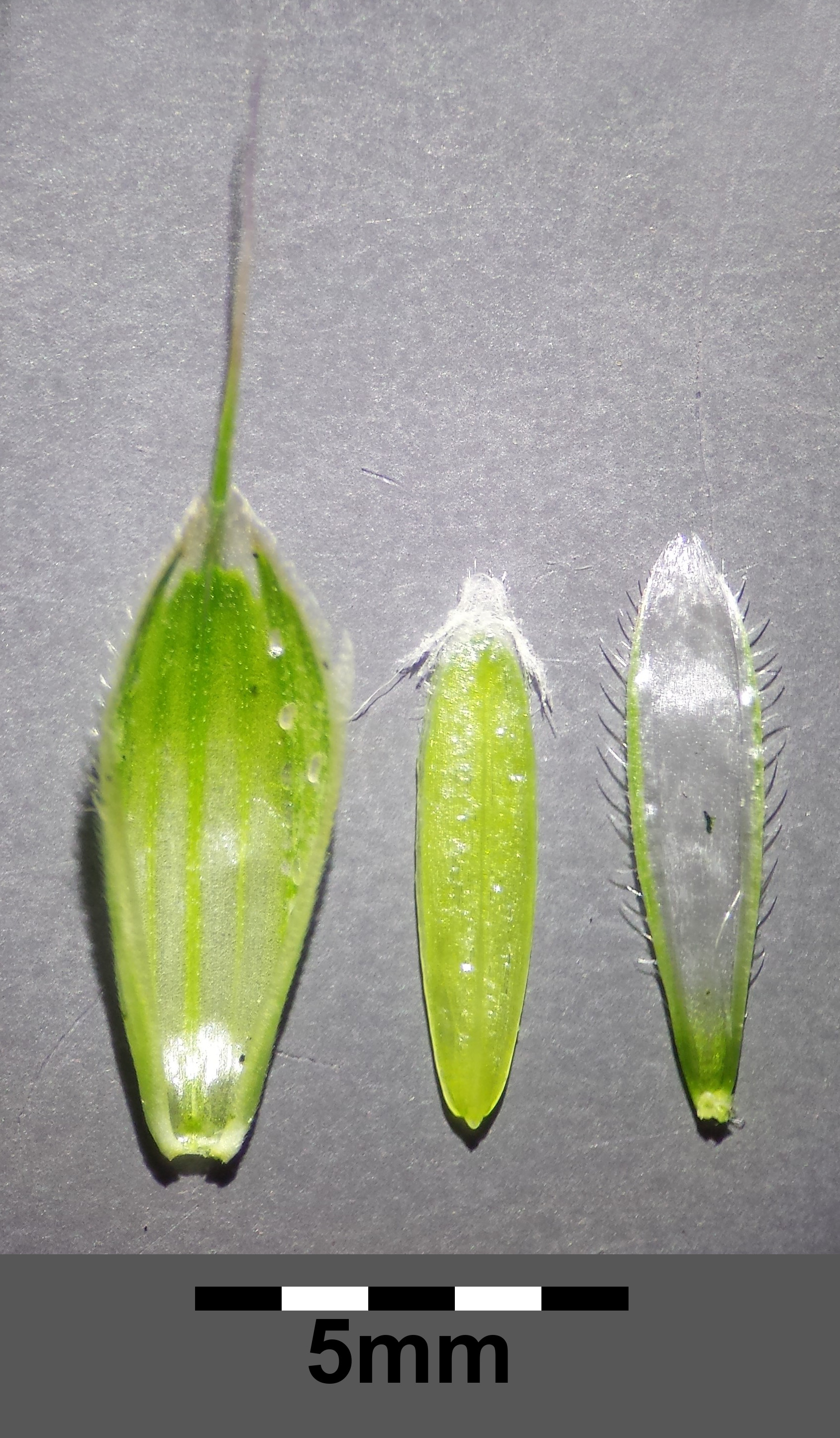
Lemme, ovaire, palea

## Distribution
Selon POWO, cette espèce est originaire des régions tempérées de l'ancien monde : Europe, Afrique du Nord, îles Canaries, Asie occidentale (Turquie, région du Caucase), Asie centrale, Russie (une grande partie), Chine occidentale (Xinjiang, Qinghai).
Elle a été introduite et s'est naturalisée un peu partout en Amérique du Nord, Groenland, Sud de l’Amérique du Sud, Afrique du Sud, Australie, Nouvelle Zélande.

## Habitat

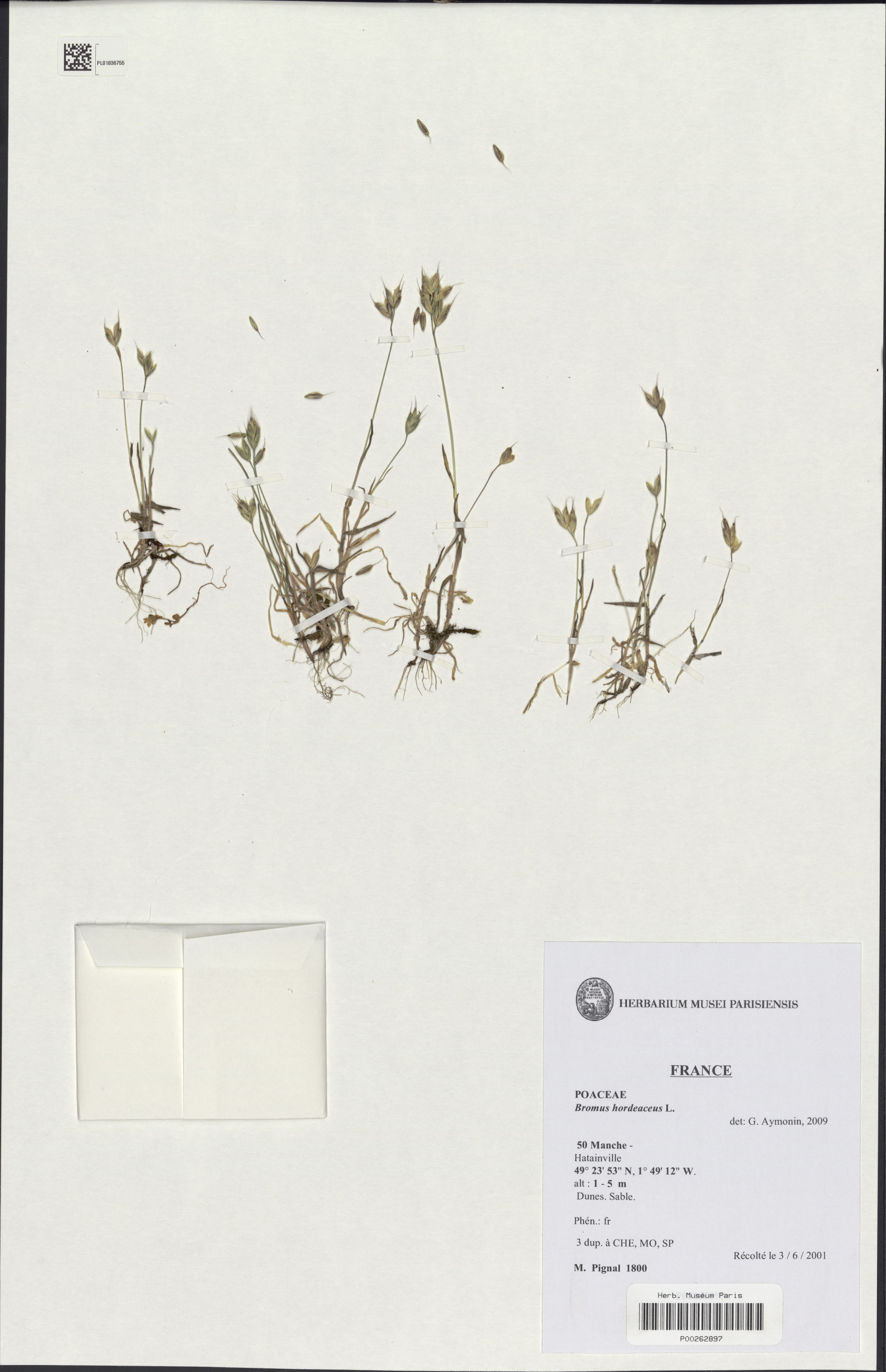
Bromus hordeaceus collecté sur des dunes de sable à Hatainville (Manche)

Elle est assez commune en France, on la rencontre au bord des chemins, dans les friches, les champs et les prairies. C'est une plante qui affectionne les sols limoneux et riches en azote. Elle pousse dans les prairies grasses et les chemins (en Suisse).
Elle se rencontre fréquemment en ville dans les pelouses des parcs, ainsi que sur le bord des chemins, sur les sols riches en azote et très perturbés.
Mais c'est une espèce rare dans les cultures en France.
En raison de la dépendance de la hauteur des plantes en la teneur en éléments nutritifs du sol, le brome mou est un exemple frappant de formes rabougries qui peuvent n’avoir qu'un seul épillet.